# أوسكار بلوخ
أوسكار بلوخ (بالفرنسية: Oscar Bloch )‏ (و. 1877 – 1937 م) كان معجمي، وأستاذ جامعي، من فرنسا، توفي في باريس، عن عمر يناهز 60 عاماً.